# Federico Olaria
Federico Olaria Torres. Valencia, 3 de diciembre de 1848 - Paris, septiembre de 1898. fun un pintor español.
El pintor valenciano Federico Olaria Torres, nace en la calle del Común, número 18, en pleno centro del populoso Barrio de Pescadores que desapareció á finales del siglo XIX, el 3 de diciembre de 1848, según consta inscrito en la partida de nacimiento que se conserva en el Archivo Municipal de Valencia. Fueron sus padres José Olaria Miramón, pintor de brocha, y Antonia Torres Aparisi, siendo bautizado en la parroquial de San Andrés.
Realizó sus estudios en la Escuela de Bellas Artes de San Carlos de su ciudad natal.

### Exposiciones y premios
La primera obra expuesta en Valencia, de la que se tiene constancia, fue un frutero, bastante abocetado, según el gacetillero de El Mercantil Valenciano del 12 de marzo de 1885.
En la exposición celebrada por la Sociedad Valenciana de Agricultura en el mes de mayo, del citado año, recibió una Mención Honorífica.
Según relata Luis Morote en una crónica titulada "Desde París", fechada el 29 de mayo de 1885 y publicada en El Mercantil Valenciano cuatro días después: Francisco Domingo Marqués me presentó a un joven imberbe valenciano, que trabajaba con él, llegado desde Valencia en su huida del cólera morbo que asoló su ciudad por aquellas fechas (véase: Pandemias de cólera en España). Se trataba de Federico Olaria, que retrató a su maestro y a su esposa, cuadro con el que concursó por primera vez en el Salon des Artistas français.

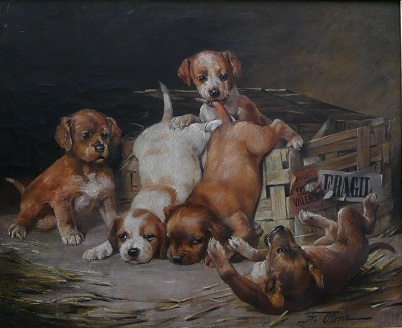
F. Olaria. De París a Valencia viajan cinco cachorros

En 1886 volvía a concurrir, esta vez, con dos obras de claro contrapunto comercial y, en 1887, retornaba al Salon con uno de sus temas predilectos: las preciosistas escenas de boudoir que representaban un grupo de perritos, muy al estilo de su maestro Francisco Domingo.
El Mercantil Valenciano del 22 de enero de 1889 insertaba el siguiente corto: Federico Olaria, hijo del célebre pintor de brocha gorda valenciano Coquí, acaba de obtener un diploma de honor con medalla de oro de primera clase en la Exposición internacional de Bellas Artes celebrada últimamente en Londres. La obra de Olaria representa la familia del pianista Francis Planté , retratos de un admirable parecido y de un dibujo notable.
El citado periódico, anunciaba el 28 de septiembre del mismo año, que en los escaparates del bazar valenciano del señor Mendoza, había un pequeño cuadro de Federico, residente por aquellas fechas en París. El lienzo representaba una caja, en cuyo exterior se leía la palabra Frágile,  y en cuyo fondo aparecían dos bull dogs fieros y amenazadores, que causaban la hilaridad de los espectadores. 
La misma publicación valenciana, el 26 de febrero de 1890, comunicaba a sus lectores que: Nuestro paisano D. Federico Olaria, distinguido pintor residente en París, acaba de merecer una medalla de oro en la Exposición de Ginebra, siendo este premio la octava de las altas recompensas que en poco tiempo ha obtenido el hijo del popular Coqui.
Un año después, la prensa del 8 de febrero, comunicaba que en el Bazar Valenciano había varias fotografías expuestas de cuadros de Federico, residente en París. Una de ellas, de un cuadro premiado con mención honorífica en la exposición de Versalles, que representa la vuelta de la caza; la otra reproducía un lienzo de asunto que revelaba ingenio, titulado El retorno del hijo pródigo, que era un perro; y dos fotografías más que representan sendos estudios.
El 29 de octubre de 1892, en el valenciano Bazar de Viena, se exponían dos cuadros enviados desde París, que representaban un jarrón con flores y una escena de perros.
Las noticias del laureado pintor llegaban con asiduidad a Valencia. Cuatro días después, el mismo periódico comunicaba a los valencianos: Nuestro paisano, el laureado pintor don Federico Olaria, ha sufrido una desgracia de familia en su residencia de París. Su hijo mayor, Fernando, mientras jugaba se prendió fuego á las ropas, sufriendo intensas quemaduras que los médicos han calibrado de graves.
En la Exposición de flores, celebra en mayo de 1895 en el Círculo de Bellas Artes de Valencia, se expuso un cuadro de Olaria. Durante 1898 falleció Olaria en París y poco a poco su figura se ha ido difuminando.